# Freja Lähteenmäki
Freja Lähteenmäki (født 9. juli 1997 i Kristinestad, Finland) er en kvindelig finsk fodboldspiller, der spiller forsvar for FC Nordsjælland i Gjensidige Kvindeliga.
Hun har tidligere fortid i de danske 1. divisionsklubber B.93 Østerbro og Sundby Boldklubn, den svenske 1. division Elitettan, i klubberne Team Thorengruppen og Mariehem SK, samt FC Hopla og Vasa FK i den finske liga.

## Privat
Hun er enægget tvilling med Frida Lähteenmäki, der også spiller fodbold for Turun Palloseura i Finland. 
Udover fodbolden i FC Nordsjælland, studerer hun Medicin på Københavns Universitet, siden 2017. Hun har tidligere studeret på Umeå Universitet i Sverige. 